# Чемпіонат світу з пляжного футболу 2000
Чемпіонат світу з пляжного футболу 2000 — шостий чемпіонат світу з пляжного футболу і перший, який був проведений у новому столітті. Вперше, з часу свого заснування, турнір змінив місце проведення. Він залишився в Ріо-де-Жанейро, але перебрався на інший пляж  — Маріна да Глорія. Це був останній чемпіонат перед тим, як Бразилія віддала титул переможця іншій збірній.
Переможцем стала збірна Бразилії, яка у фіналі перемогла збірну Перу.

## Формат турніру
Формат цього чемпіонату був таким же, як і в попередньому році. Усі команд були розбиті на чотири групи по три збірні у кожній. Дві команди з кожної групи проходили у чвертьфінал.

## Учасники
| Збірна     | Конфедерація | Кількість виступів на ЧС до цього | Найкращий виступ                          | Остання участь |
| ---------- | ------------ | --------------------------------- | ----------------------------------------- | -------------- |
| Японія     | АФК          | 2                                 | Чвертьфінал (1999)                        | 1999           |
| США        | КОНКАКАФ     | 5                                 | 2 місце (1995)                            | 1999           |
| Аргентина  | КОНМЕБОЛ     | 4                                 | 4 місце (1997)                            | 1998           |
| Бразилія   | КОНМЕБОЛ     | 5                                 | Переможець (1995, 1996, 1997, 1998, 1999) | 1999           |
| Уругвай    | КОНМЕБОЛ     | 5                                 | 2 місце (1996, 1997)                      | 1999           |
| Перу       | КОНМЕБОЛ     | 2                                 | 4 місце (1998, 1999)                      | 1999           |
| Венесуела  | КОНМЕБОЛ     | дебютант                          | дебютант                                  | дебютант       |
| Франція    | УЄФА         | 3                                 | 2 місце (1998)                            | 1999           |
| Іспанія    | УЄФА         | 2                                 | Чвертьфінал (1999)                        | 1999           |
| Португалія | УЄФА         | 3                                 | 2 місце (1999)                            | 1999           |
| Італія     | УЄФА         | 5                                 | 3 місце (1996)                            | 1999           |
| Німеччина  | УЄФА         | дебютант                          | дебютант                                  | дебютант       |

## Груповий турнір

### Група A
| Команда   | Очки | І | В | П | ГЗ | ГП | +/- |
| --------- | ---- | - | - | - | -- | -- | --- |
| Бразилія  | 6    | 2 | 2 | 0 | 22 | 7  | 15  |
| Італія    | 3    | 2 | 1 | 1 | 9  | 14 | -5  |
| Німеччина | 0    | 2 | 0 | 2 | 7  | 17 | -10 |

| 13 лютого 2000 |

| Бразилія | 10–4 | Італія |
| -------- | ---- | ------ |
|          |      |        |

| Маріна да Глорія |

| 14 лютого 2000 |

| Бразилія | 12–3 | Німеччина |
| -------- | ---- | --------- |
|          |      |           |

| Маріна да Глорія |

| 15 лютого 2000 |

| Італія | 5–4 | Німеччина |
| ------ | --- | --------- |
|        |     |           |

| Маріна да Глорія |

### Група B
| Команда    | Очки | І | В | П | ГЗ | ГП | +/- |
| ---------- | ---- | - | - | - | -- | -- | --- |
| Японія     | 6    | 2 | 2 | 0 | 7  | 6  | 1   |
| Португалія | 3    | 2 | 1 | 1 | 8  | 6  | 2   |
| Аргентина  | 0    | 2 | 0 | 2 | 6  | 9  | -3  |

| 13 лютого 2000 |

| Португалія | 5–3 | Аргентина |
| ---------- | --- | --------- |
|            |     |           |

| Маріна да Глорія |

| 14 лютого 2000 |

| Японія | 5–4 (ОТ, пенальті) | Португалія |
| ------ | ------------------ | ---------- |
|        |                    |            |

| Маріна да Глорія |

| 15 лютого 2000 |

| Японія | 4–3 | Аргентина |
| ------ | --- | --------- |
|        |     |           |

| Маріна да Глорія |

### Група C
| Команда   | Очки | І | В | П | ГЗ | ГП | +/- |
| --------- | ---- | - | - | - | -- | -- | --- |
| Перу      | 6    | 2 | 2 | 0 | 8  | 2  | 6   |
| Венесуела | 3    | 2 | 1 | 1 | 4  | 1  | 3   |
| Франція   | 0    | 2 | 0 | 2 | 2  | 11 | -9  |

| 13 лютого 2000 |

| Перу | 1–0 | Венесуела |
| ---- | --- | --------- |
|      |     |           |

| Маріна да Глорія |

| 14 лютого 2000 |

| Перу | 7–2 | Франція |
| ---- | --- | ------- |
|      |     |         |

| Маріна да Глорія |

| 15 лютого 2000 |

| Венесуела | 4–0 | Франція |
| --------- | --- | ------- |
|           |     |         |

| Маріна да Глорія |

### Група D
| Команда | Очки | І | В | П | ГЗ | ГП | +/- |
| ------- | ---- | - | - | - | -- | -- | --- |
| Іспанія | 3    | 2 | 1 | 1 | 8  | 8  | 0   |
| США     | 3    | 2 | 1 | 1 | 10 | 9  | 1   |
| Уругвай | 3    | 2 | 1 | 1 | 8  | 9  | -1  |

| 13 лютого 2000 |

| США | 6–4 | Уругвай |
| --- | --- | ------- |
|     |     |         |

| Маріна да Глорія |

| 14 лютого 2000 |

| Іспанія | 5–4 | США |
| ------- | --- | --- |
|         |     |     |

| Маріна да Глорія |

| 15 лютого 2000 |

| Уругвай | 4–3 | Іспанія |
| ------- | --- | ------- |
|         |     |         |

| Маріна да Глорія |

## Матчі плей-оф

### Чвертьфінали
| 16 лютого 2000 |

| Японія | 6–5 | Італія |
| ------ | --- | ------ |
|        |     |        |

| Маріна да Глорія |

| 16 лютого 2000 |

| Іспанія | 4–3 | Венесуела |
| ------- | --- | --------- |
|         |     |           |

| Маріна да Глорія |

| 17 лютого 2000 |

| Перу | 8–4 | США |
| ---- | --- | --- |
|      |     |     |

| Маріна да Глорія |

| 17 лютого 2000 |

| Бразилія | 6–3 | Португалія |
| -------- | --- | ---------- |
|          |     |            |

| Маріна да Глорія |

### Півфінали
| 18 лютого 2000 |

| Бразилія | 8–4 | Іспанія |
| -------- | --- | ------- |
|          |     |         |

| Маріна да Глорія |

| 18 лютого 2000 |

| Перу | 5–0 | Японія |
| ---- | --- | ------ |
|      |     |        |

| Маріна да Глорія |

### Матч за 3-тє місце
| 19 лютого 2000 |

| Іспанія | 6–3 | Японія |
| ------- | --- | ------ |
|         |     |        |

| Маріна да Глорія |

### Фінал
| 20 лютого 2000 |

| Бразилія | 6–2 | Перу |
| -------- | --- | ---- |
|          |     |      |

| Маріна да Глорія |

| Переможець чемпіонату світу з пляжного футболу 2000 року |
| -------------------------------------------------------- |
| Бразилія                                                 |
| Бразилія Шостий титул                                    |

## Підсумкова таблиця чемпіонату
| Місце | Команда    |
| ----- | ---------- |
| 1     | Бразилія   |
| 2     | Перу       |
| 3     | Іспанія    |
| 4     | Японія     |
| 5     | Венесуела  |
| 6     | Португалія |
| 7     | США        |
| 8     | Італія     |
| 9     | Уругвай    |
| 10    | Аргентина  |
| 11    | Франція    |
| 12    | Німеччина  |

## Нагороди

### Найкращий бомбардир
| Місце | Гравець                       | Голи |
| ----- | ----------------------------- | ---- |
| 1     | Леовежильдо Жуніор (Бразилія) | 13   |

### Найкращий гравець
| Гравець                       |
| ----------------------------- |
| Леовежильдо Жуніор (Бразилія) |

### Найкращий воротар
| Player        |
| ------------- |
| Като (Японія) |